# Chmielnik (województwo lubelskie)
Chmielnik – wieś w Polsce, położona w województwie lubelskim, w powiecie lubelskim, w gminie Bełżyce.
| SIMC    | Nazwa      | Rodzaj    |
| ------- | ---------- | --------- |
| 0378508 | Stefanówka | część wsi |

Wieś szlachecka położona była w drugiej połowie XVI wieku w powiecie lubelskim województwa lubelskiego.
W XVI w. i XVII w. istniał tu znany ośrodek ariański; w miejscowym zborze był duchownym m.in. Jerzy Szoman, który tu zmarł i został pochowany.
W latach 1954–1961 wieś należała i była siedzibą władz gromady Chmielnik, po jej zniesieniu w gromadzie Szczuczki. 
W latach 1975–1998 miejscowość administracyjnie należała do ówczesnego województwa lubelskiego.
Wieś stanowi sołectwo gminy Bełżyce. Według Narodowego Spisu Powszechnego z roku 2011 wieś liczyła 295 mieszkańców.
Wierni Kościoła rzymskokatolickiego należą do parafii Nawrócenia św. Pawła Apostoła w Bełżycach.